# Maison de l'Occitanie
La Maison de l'Occitanie (en occitan : Ostal d'Occitània) est un centre culturel occitan installé dans les locaux rénovés de l'hôtel de Boysson au no 11 rue Malcousinat à Toulouse.
Elle fut inaugurée le 16 décembre 2006. La restauration des bâtiments de l'hôtel de Boysson-Cheverry a été financée grâce au concours de la mairie de Toulouse, du conseil général de Haute-Garonne et du conseil régional de Midi-Pyrénées.
La Maison de l'Occitanie est gérée par la fédération de plus de 70 associations (Convergéncia occitana) et prévoit trois types d'utilisations :
- lieu de travail associatif ;
- lieu de diffusion ; boutique et librairie ;
- lieu culturel ouvert au public ; expositions, conférences, spectacles.

L'autre partie de l'« Ostal d'Occitània » se trouve dans l'ancienne annexe du collège Clémence-Isaure, 5 rue du Pont-de-Tounis, où sont installés le Conservatoire occitan, l'école Calandreta Sent Çubran et une salle polyvalente.